# Jüdische Gemeinde Siegelsbach
Eine jüdische Gemeinde in Siegelsbach, einer Gemeinde im Landkreis Heilbronn im nördlichen Baden-Württemberg, bestand seit dem  Anfang des 18. Jahrhunderts. Die höchste Mitgliederzahl der jüdischen Gemeinde betrug 1848 etwa 104 Personen.

## Geschichte
Im bis 1803 zur Kurpfalz gehörenden Siegelsbach sind erstmals um 1720 Juden genannt. Der Ort war ab 1698 an die von Wiser belehnt und ging 1803 zunächst an das Fürstentum Leiningen und 1806 an Baden. Die 1804 erbaute Synagoge wurde 1857 erweitert: Die Wohnung des Lehrers wurde vergrößert und die Mikwe umgestaltet. Die Zahl der jüdischen Einwohner sank in der zweiten Hälfte des 19. Jahrhunderts vor allem durch Auswanderung, und 1929 wurde die baufällig gewordene Synagoge an Privatleute verkauft, die sie um 1950 abbrechen ließen. Die Siegelsbacher Juden bestatteten ihre Toten auf dem Jüdischen Friedhof Heinsheim.
Der jüdische Bürger Jacob Grötzinger richtete 1864 u. a. in Teilen des Siegelsbacher Schlosses eine Seifensiederei ein, aus der sich die Süddeutsche Öl- und Fettwarenfabrik entwickelte, die 1898 eine größere Fabrikationsanlage errichtete. Von Siegelsbach aus wurden Kunden in ganz Deutschland beliefert, zu ihnen zählte auch die Großherzoglich Badische Staatseisenbahn.

## Nationalsozialistische Verfolgung
Im Jahr 1933 lebten noch neun Juden in Siegelsbach, von denen sechs in die USA auswanderten und drei bis 1939 an ihrem Wohnort starben.
Das Gedenkbuch des Bundesarchivs verzeichnet 14 in Siegelsbach geborene jüdische Bürger, die dem Völkermord des nationalsozialistischen Regimes zum Opfer fielen.

## Bürgerliche Namen
Als alle Juden im Großherzogtum Baden 1809 erbliche Familiennamen annehmen mussten, nahmen die 11 Familienvorstände der Siegelsbacher Juden folgende Namen an: Apfel (2), Stern (2), Bär (1), Faist (1), Grötzinger bzw. Gretzinger (1), Grün (1), Kuhn (1), Schlesinger (1) und Waibstadter (1).

## Gemeindeentwicklung
| Jahr | Gemeindemitglieder |
| ---- | ------------------ |
| 1775 | 28 Personen        |
| 1801 | 63 Personen        |
| 1825 | 77 Personen        |
| 1848 | 104 Personen       |
| 1875 | 67 Personen        |
| 1900 | 29 Personen        |